# Marcos Antônio Nascimento Santos
Marcos Antônio Nascimento Santos (sinh ngày 11 tháng 6 năm 1988 ở Maceió) là một cầu thủ bóng đá Brasil tiền vệ thi đấu cho Clube de Regatas Brasil.

## Sự nghiệp
Vào tháng 8 năm 2009, câu lạc bộ 2. Bundesliga TSV 1860 München mượn anh với thời hạn 1 năm từ câu lạc bộ Brasil Corinthians Alagoano và anh mang áo số 3 ở câu lạc bộ mới.